# Jean Tiberi
  Jean Tiberi    (5è districte de París, 30 de gener de 1935 - 5è districte de París, 27 de maig de 2025) va ser un polític francès, que va ser alcalde de París entre 1995 i 2001 i diputat per París el 1968-1986 i el 1988-2012. Era membre del partit polític Unió per a un Moviment Popular.

## Biografia

### Origen i estudis
És d'ascendència corsa però va néixer a París. Va estudiar al collège Sainte-Barbe, al 5è districte de París, posteriorment es llicencià en dret i finalment esdevingué magistrat. Treballà com a substitut a Metz i a Meaux fins que fou nomenat jutge de Beauvais, i després enviat a la cancelleria.

### Carrera política
Jean Tiberi començà la carrera política com a membre de la Union gaulliste de René Capitant, de caràcter gaullista d'esquerra, amb la qual el 1965 fou elegit membre del consell municipal de París i diputat suplent de René Capitant. Quan aquest formà part del govern el 30 de juny de 1968, en va ocupar l'escó de diputat gaullista de París, en què fou reelegit a les eleccions legislatives de 1973.
Jean Tiberi es va integrar al Reagrupament per la República (RPR) des de la seva fundació en 1976, on esdevingué proper a Jacques Chirac i ocupà el càrrec de secretari d'Estat en el Ministre d'Agricultura encarregat de les indústries alimentàries del 12 de gener de 1976 al 25 d'agost de 1976.
Després de l'elecció de Jacques Chirac com a alcalde de Paris el 1977 fou el seu suplent en el 5è districte i posteriorment el seu primer adjunt. Alhora fou elegit alcalde del 5è districte a les eleccions municipals de 1983, 1989, 1995, 2001 i 2008. Paral·lelament, fou elegit diputat per la 2a circumscripció de París (3a fins a 1986) des de les eleccions legislatives de 1973 fins a les de 2007.
Jean Tiberi va exercir d'alcalde de París de maig de 1995 a març de 2001 al cap d'una coalició RPR-UDF-Democràcia Liberal. Candidat a la seva pròpia successió, fou derrotat a les eleccions municipals de 2001 per la llista PS-Verts-PCF encapçalada per Bertrand Delanoë. Mentre fou alcalde de París les seves funcions d'alcalde del 5è districte havien sigut exercides per Jean-Charles Bardon. No es va presentar a les eleccions legislatives de juny de 2012.

### Elecció i balanç a l'alcaldia de París
Jean Tiberi fou proposat per Jacques Chirac com a candidat del RPR a l'alcaldia de París en comptes de Jacques Toubon, aleshores alcalde del 13è districte de París. Després d'una campanya curta (maig-juny 1995), les llistes RPR-UDF s'imposaren a 14 dels 20 districtes parisencs i elegiren Jean Tiberi alcalde de Paris i president del Consell general del departament de París.
El mandat de Tiberi al Consell de París es caracteritzà per la consolidació fiscal de la vila a partir de 1997. El començament del mandat fou marcat per la caiguda dels drets de mutació a causa de la crisi immobiliària i el recurs a l'endeutament. La taxa d'execució del pressupost de 1996 no havia passat del 60% dels crèdits votats mentre que el pressupost social, particularment elevat a París, augmentava el 3% cada any en detriment de la inversió. No obstant això, gràcies a la represa immobiliària, la taxa d'endeutament per habitant va arribar al seu nivell més baix el 2000.
Convertit a un nou model d'urbanisme més convivencial, va apaivagar nombrosos conflictes iniciats en el mandat anterior degut a les modificacions que introduí en projectes com la ZAC Maillot, la Zac Moskova, la renovació del faubourg Saint-Antoine o la Zac Pajol.
Entre les seves principals contribucions destaquen:
- L'augment del nombre de carrils de bus protegits i no protegits, comprometent-se a reduir la circulació automòbil del 5 al 10% fins al final del seu mandat[7]
- El llançament el 1996 del pla Vélo i la creació d'una xarxa de carrils per bicicleta
- La inauguració de la passarel·la de Solférino connectant el carrer de Solférino al Jardí de les Teuleries
- La realització d'estudis preliminars per a un projecte de tramvia a la perifèria de la capital, idea que serà represa i força modificada per a esdevenir el tramvia des Maréchaux
- L'apertura de vies de vianants els diumenges
- L'adaptació dels esquemes directors i la presa en compte de les opinions dels alcaldes de districte i dels habitants en els projectes de desenvolupament de les ZAC Rive Gauche, Pajol i Maillot[7]

### De la marxa del RPR a l'adhesió a l'UMP
Un any abans d'acabar el seu mandat el RPR, presidit per Michèle Alliot-Marie, decidí organitzar un procediment que permetés la designació eventual de candidats alternatius a Tiberi. Philippe Séguin, alcalde-diputat d'Épinal, esdevingué aleshores el candidat oficial del RPR aliat a la Democràcia Liberal i l'UDF. Jean Tiberi, però, va mantenir la candidatura, protestant pel fet que no hi hagués un procés d'eleccions primàries al seu partit, i va presentar llistes a tots els districtes.
Al vespre de la primera volta el març de 2001, les llistes RPR-DL-UDF de Philippe Séguin foren més votades que les de Tiberi a 18 dels 20 districtes. Philippe Séguin rebutjà tota fusió en els equips on es presentaren les dues candidatures. A la nit de la segona volta, tot i haver obtingut més del 51% dels sufragis (d'ells 35% per a les llistes de Séguin), la dreta fou desbancada de l'alcaldia per les llistes de l'esquerra plural dirigida per Bertrand Delanoë (12 districtes contra 8).
Jean Tiberi va obtenir 12 escons al Consell de París i l'alcaldia del 5è districte de París, alhora que el seu adjunt en finances, Jean-François Legaret, s'imposava en el 1r districte. A finals de 2002 Philippe Séguin es retirà de la política, cosa que va permetre el reagrupament del grup de consellers parisencs del RPR-Dl dins les noves sigles de la UMP.
El juny de 2007 Jean Tiberi va obtenir un mandat de diputat gràcies a la seva reelecció en segona volta contra la candidata socialista Lyne Cohen-Solal amb el 52,66% dels vots.
A les eleccions municipals de 2008 va renovar el seu mandat com a alcalde del 5è districte de París amb el 45% dels vots obtinguts (en segona volta) contra els 44,1% de Lyne Cohen-Solal (PS) i el 10,9% de Philippe Meyer (MoDem). Tanmateix la seva permanència en el feu electoral ha estat exclosa l'abril de 2009 per l'alcaldia de París per no pagar la renda del local que ocupava.
A proposta de Christine Lagarde i contra l'opinió de la comissió d'avaluació el seu fill Dominique, aleshores adjunt a l'alcaldia del 5è districte, el 20 de novembre de 2011 fou nomenat controlador general econòmic i financer al Ministeri d'Economia. El 23 de desembre de 2011 el Consell d'Estat anul·là el nomenament.
En el congrés per a la presidència de l'UPM de 7 d'octubre de 2012 anuncià el seu suport a la candidatura de François Fillon.

## Afers judicials

### Afer de les HLM de París
A partir del 1999 es va veure embolicat en un primer procediment judicial pel seu paper com a president de l'Oficina Pública de Desenvolupament i Construcció (en francès Office public d'aménagement et de construction, OPAC) de les HLM de París en l'elusió dels procediments legals per a la licitació i adquisició d'habitatge social a París i en el finançament ocult del RPR. Finalment fou sobresegut en 2005.

### Afer dels falsos electors del 5è districte
En la seva qualitat d'alcalde del 5è districte, a partir de 1997 Jean Tiberi fou sospitós d'haver organitzat des de 1989 un sistema de frau electoral. La instrucció de l'anomenat "afer dels falsos electors del 5è districte" es va iniciar després de la denúncia de la seva contrincant del PS, Lyne Cohen-Solal, qui denuncià centenars de registres ficticis de votants falsos a diferents domicilis del districte i la inscripció de votants dubtosos a les llistes electorals del districte a les eleccions municipals de juny de 1995 i a les eleccions parlamentàries de maig-juny de 1997.
El 14 de febrer de 2008 el jutge d'instrucció a càrrec de la investigació de l'afer de votants falsos al 6è districte de París va decidir, sense esperar l'acusació del fiscal, portar Tiberi, la seva esposa Xavière i uns altres nou acusats davant del Tribunal Correccional de París. El fiscal va demanar contra Jean Tiberi una pena d'inhabilitació per a ser escollit com a càrrec polític per un període de cinc anys, així com un any de presó menor i una multa de 10.000 euros. El Consell Constitucional es reuní el 2000 per a verificar la legalitat de l'elecció de Jean Tiberi el 1997 i també havia reconegut l'existència de frau, tot i que tenint en compte que no hauria canviat el resultat de les eleccions. El 27 de maig de 2009 la cambra 16a del Tribunal Correccional de París dictà sentència i condemnà Jean Tiberi a una pena de 10 mesos de presó, 10.000 euros de multa i 3 anys sense poder ser elegit. La fiscalia havia sol·licitat 12 mesos de presó en suspens, una multa de 10.000 euros i 5 anys d'inhabilitació, mentre que la pena màxima per «atemptat contra la veritat d'un escrutini amb mètodes fraudulents» és un any presó i 15.000 euros de multa. Jean Tiberi apel·là aquesta sentència.
En març de 2013, el Tribunal d'Apel·lació de París confirmà la sentència precedent i condemnà Jean Tibeari a 10 mesos de presó en suspens, una multa de 10.000 euros i 3 anys d'inhabilitació.